# Vilmos Fényes
Vilmos Fényes (* 18. September 1891 in Ferdinandovat, Österreich-Ungarn; † nach 1926) war ein ungarischer Kameramann beim heimischen und deutschen Stummfilm.

## Leben und Wirken
Fényes stieß im Jahre 1910 in seiner ungarischen Heimat zum Film, ging aber wenig später nach Deutschland, wo er bei Kriegsende 1918 zunächst mehrere B-Filme rund um den Seriendetektiv Harry Hill fotografierte. Zu Beginn der 1920er Jahre kamen auch Aufträge für A-Filme wie Carl Froelichs Inszenierungen Der Taugenichts, Luise Millerin und Der Wetterwart hinzu. Bereits 1924 erhielt Fényes keine Aufträge mehr, und er verschwand aus dem Blickfeld der Öffentlichkeit.

## Filmografie
- 1918: Im Hundert-Kilometer-Tempo
- 1918: Prozess Worth
- 1918: Aus tausend Metern Höhe
- 1919: Das Lied der Nornen
- 1919: Die Tochter des Henkers
- 1920: Hotel Atlantik
- 1920: Das Geheimnis des Fakirs
- 1921: Der Taugenichts
- 1922: Luise Millerin
- 1923: Der Wetterwart
- 1924: Die Radio-Heirat